# Do It to Ya
Do It To Ya è un singolo del rapper statunitense YG, pubblicato il 18 marzo 2014 su etichetta Def Jam.

## Tracce
1. Do It To Ya – 4:25